# 아피아 타위아 히사시
아피아 타위아 히사시(일본어: アピア タウィア 久, 1998년 10월 18일~)는 일본의 축구 선수이다.

## 구단 경력
그는 2020년 J1리그의 베갈타 센다이에 입단했다. 2021년까지 35경기에 출전하여, 1득점을 넣었다. 2022년 교토 상가 FC로 이적했다.